# Enneapterygius nigricauda
Enneapterygius nigricauda es una especie de pez de la familia Tripterygiidae en el orden de los Perciformes.

## Morfología
• Los machos pueden llegar alcanzar los 2,9 cm de longitud total.

## Hábitat
Es un pez de mar  y de clima tropical y que vive hasta los 11 m de profundidad.

## Distribución geográfica
Se encuentra en Taiwán, las Filipinas, Vanuatu, Tonga, la Samoa Americana, las Islas de la Sociedad, las Islas Marshall, Guam e Islas Boni (Japón ).